# Macrocneme maja
Macrocneme maja är en fjärilsart som beskrevs av Fabricius 1787. Macrocneme maja ingår i släktet Macrocneme och familjen björnspinnare. Inga underarter finns listade i Catalogue of Life.